# Oskar Ludwig Bernhard Wolff

Oskar Ludwig Bernhard Wolff alias Plinius der Jüngste

Oskar Ludwig Bernhard Wolff  (* 26. Juli 1799 in Altona (Elbe), heute Bezirk der Freien und Hansestadt Hamburg; † 16. September 1851 in Jena) war ein deutscher Schriftsteller, Humorist und Pädagoge.

## Leben und Werk
Als einziger Sohn des jüdischen Kaufmanns Eisig Wolff und der Bankierstochter Rebecca (geb. Israel) studierte er in Berlin und Kiel und promovierte in Jena zum Doktor der Philosophie. In Hamburg wirkte er zeitweise als Lehrer und Musikkritiker und trat ab 1825, wenn auch nur für ein Jahr, als Improvisator in vielen Städten Deutschlands auf. So auch in Weimar, wo er in Kontakt zu Goethe trat. 1827 erhielt er eine Professur für Literatur an der Universität Jena und lebte bis zu seinem Tode in Jena und Weimar. Dem Berliner Studenten Karl Marx vermittelte er dessen Promotion in absentia im Jahr 1841 in Jena. In den Jahren 1848/49 sympathisierte er mit der republikanischen Bewegung in Deutschland. Wolff stand u. a. mit Heinrich Heine, Franz Liszt und Richard Wagner in Kontakt.
Wolff war ein Vielschreiber und veröffentlichte auch unter dem Pseudonym „Plinius der Jüngste“. Er schrieb Romane, Novellen, Humoristika, Gedichte, Reisebriefe, literarische Feuilletons, Anthologien und Lesebücher. Zudem übersetzte er aus dem Englischen, Französischen, Italienischen, Spanischen, Lateinischen und Griechischen, und half bei der Redaktion von Taschenbüchern und Modejournalen, Pfennigmagazinen und Handwörterbüchern. In 25 Jahren hatte er es auf weit über einhundert Titel gebracht.
Wolff verehelichte sich am 11. März 1828 mit Christiane Louise Kirsten (1796‒1869), Tochter des Bergrats Friedrich Kirsten.

## Schriften (Auswahl)
- Allgemeine Geschichte des Romans: von dessen Ursprung bis zur neuesten Zeit
- Poetischer Hausschatz des deutschen Volkes. (14., gänzlich umgearbeitete und vermehrte Auflage 1850 Digitalisat)
- Sammlung historischer Volkslieder und Gedichte der Deutschen
- Lehr- und Handbuch der gerichtlichen Beredsamkeit
- Hausschatz englischer Poesie
- Die schönsten Märchen und Sagen aller Zeiten und Völker
- Naturgeschichte des Deutschen Studenten. Leipzig 1842. 3. Aufl. 1847 (Digitalisat).
- Die kleinen Leiden des menschlichen Lebens. Illustrirt von J. J. Grandville. J. J. Weber, Leipzig 1843.
- Encyclopädie der deutschen Nationalliteratur oder biographisch-kritisches Lexicon der deutschen Dichter und Prosaisten seit den frühesten Zeiten; nebst Proben aus ihren Werken. 8 Bde., Wiegand, Leipzig 1835–1847. (1. Band 1835)

## Nachweise
1. ↑  Nachruf und Kirchenliste in Blätter von der Saale vom 18. September und 13. November 1851, S. 533 bzw. 644.
2. ↑  Copulirte in Weimarisches Wochenblatt vom 7. April 1828, S. 175.

| Personendaten    | Personendaten                                                 |
| ---------------- | ------------------------------------------------------------- |
| NAME             | Wolff, Oskar Ludwig Bernhard                                  |
| ALTERNATIVNAMEN  | Wolff, Oscar Ludwig Bernhard; Plinius der Jüngste (Pseudonym) |
| KURZBESCHREIBUNG | deutscher Schriftsteller, Humorist, Pädagoge                  |
| GEBURTSDATUM     | 26. Juli 1799                                                 |
| GEBURTSORT       | Hamburg                                                       |
| STERBEDATUM      | 16. September 1851                                            |
| STERBEORT        | Jena                                                          |